# Röllbach
Röllbach è un comune tedesco di 1 715 abitanti, situato nel land della Baviera.